# Onthophagus angorensis
Onthophagus angorensis är en skalbaggsart som beskrevs av Rudolph Petrovitz 1963. Onthophagus angorensis ingår i släktet Onthophagus och familjen bladhorningar. Inga underarter finns listade i Catalogue of Life.